# 乐群满族乡
乐群满族乡是中华人民共和国黑龙江省哈尔滨市双城区下辖的一个民族乡，位于双城西北。

## 行政区划
乐群满族乡下辖以下村级行政区划单位：
友好村、光辉村、乐群村、耕勤村、乐民村、富志村、国庆村、富勤村和光华村。